# Acanthagrion speculum
Acanthagrion speculum är en trollsländeart som beskrevs av Rosser W. Garrison 1985. Acanthagrion speculum ingår i släktet Acanthagrion och familjen dammflicksländor. IUCN kategoriserar arten globalt som livskraftig. Inga underarter finns listade i Catalogue of Life.